# Lukáš Král
Lukáš Král (* 22. června 1978 Plzeň) je český herec.
Vystudoval Vyšší odbornou školu hereckou - obor herectví a moderování (absolvoval v roce 2003). Svoji hereckou praxi začínal v Praze v Komorní činohře (Bílé noci, Elling a Kjell Bjarne, Pacient pana Freuda). Na začátku kariéry působil také v Divadle Na Prádle (Obchodník s deštěm, …i motýli jsou volní). Po angažmá v Moravském divadle Olomouc, přešel do angažmá v Divadle A. Dvořáka v Příbrami. Mimo jiné hostoval také v Národním divadle. Hrál ve filmech Kajínek, Alois Nebel a v seriálech Dobrá čtvrť, Ordinace v růžové zahradě nebo Ošklivka Katka.

## Role

### Film
- Alois Nebel - 2011
- Kajínek - 2010
- Ošklivka Katka (TV seriál) - 2008
- Ordinace v růžové zahradě (TV seriál) - 2008
- Everything is illuminated - 2005

### Divadlo

#### Komorní činohra
- Skromnost, 2013
- Panika, 2012
- November, 2011
- Noc bohů / Pacient doktora Freuda, 2011
- Kitty Flynn, 2009
- Orchestr, 2008
- Sleeping Around, 2005
- Elling a Kjell Bjarne, 2005
- Návrat pana Leguena aneb Víkend ve výtahu, 2004
- Hvězdy na jitřním nebi, 2003
- Bílé noci, 2003

#### Divadlo Na Prádle
- Na Větrné hůrce, 2011
- Zima, 2007
- ...I motýli jsou volní, 2006
- Obchodník s deštěm, 2004

#### Moravské divadlo Olomouc
- Jak je důležité míti Filipa, 2010
- Koně k nezkrocení, 2009
- Idiot, 2009

#### Divadlo A. Dvořáka Příbram
- Cizinec, 2012
- Dáma s kaméliemi, 2012
- Brouk v hlavě, 2011
- Tajemství žlutého hřbetu, 2011
- Stráže! Stráže!, 2011

#### Národní divadlo-Stavovské divadlo
- Kupec benátský, 2009